# Абдер
Абде́р (грец. Ἄβδηρος) — син Гермеса, коханий і зброєносець Геракла.
Коли Геракл захопив лютих кобилиць Діомеда, він доручив Абдеру охороняти їх, допоки сам Геракл буде битися з посланими їх відбити воїнами Діомеда. Абдер необережно наблизився до кобилиць і був пошматований ними. Геракл влаштував пишні похорони свого улюбленця, насипав високий пагорб на його могилі, а поруч з могилою заснував місто і назвав його Абдери. Подібно Нарцису, Гіакінту і Гіласу Абдер зберіг свою красу і після смерті.
Деякі джерела розмірковують, що Абдер служив Діомеду. Є міркування, що він був сином Посейдона і наяди Фронії. Його також іноді називають сином аргонавта Менетіла і, таким чином, Абдер є братом Патрокла, який загинув під Троєю.